# Station Meine
Station Meine (Haltepunkt Meine) is een spoorwegstation in de Duitse plaats Meine, in de deelstaat Nedersaksen. Het station ligt aan de spoorlijn Braunschweig - Gifhorn.

## Indeling
Het station beschikt over één zijperron, die niet is overkapt maar voorzien van abri's. Het station is te bereiken vanaf de straat Bahnhofstraße, hier bevinden zich ook een fietsenstalling en het busstation van Meine. Ook staat hier het stationsgebouw van Meine, maar deze wordt als dusdanig niet meer gebruikt.

## Verbindingen
De volgende treinserie doet het station Meine aan:
| Serie | Treinsoort           | Route                                                   | Bijzonderheden             |
| ----- | -------------------- | ------------------------------------------------------- | -------------------------- |
| RB 47 | Regionalbahn (Erixx) | Braunschweig Hbf – Meine – Gifhorn – Wittingen – Uelzen | Rijdt eenmaal per twee uur |